# Paul Antoine Sagot
Paul Antoine Sagot  ( * 1821 -1888 ) fue un botánico, médico, y explorador francés, que realizó expediciones por el norte de Sudamérica.
Obtuvo su doctoradoen Medicina en 1848, en la "Facultad de Medicina de París, defendiendo su tesis: Du malaise, de l'oppression des forces, des perversions des sens, et du délire, dans les maladies fébriles aiguës. (enlace roto disponible en Internet Archive; véase el historial, la primera versión y la última).
Fue profesor de Historia Natural de la Escuela Normal de Cluny, y cirujano de la marina imperial.

## Algunas publicaciones
- Sagot, PA. 1860. Études sur la végétation des plantes potagères d'Europe à la Guyane française. Ed. Impr. de E. Donnaud. 22 pp.
- ----. 1865. Observations sur les îles Canaries et sur leurs cultures. Ed. Impr. de E. Donnaud. 8 pp.
- ----. 1871. Considérations générales sur les rendements agricoles. Comparaison de produits de diverses natures. Impr. de E. Martinet
- ----. 1872. De la Patate. Ed. Impr. de E. Donnaud. 8 pp.
- ----. 1872. Des Tayes ou tayoves. Ed. Impr. de E. Donnaud. 9 pp.
- ----. 1872. De l'Arbre à pain. Ed. Impr. de E. Donnaud. 8 pp.
- ----. 1872. Le Bananier. Ed. Impr. de E. Donnaud. 19 pp.
- ----. 1873. Agriculture de la Guyane française, 1855-1860. Ed. Impr. de J.-M. Demoule. 5 pp.
- ----. 1874. Note sur la germination de graines semées avant leur maturité. Ed. Impr. de E. Martinet
- Pérez, V; PA Sagot. 1874. Du Tagasaste et du chicharraca, plantes fourragères nouvelles des Canaries. Ed. Impr. de Demoule. 4 pp.
- ----. 1876. Observations relatives à l'influence de l'état hygrométrique de l'air sur la végétation. Ed. Impr. de E. Martinet
- ----. 1876. Note sur la variation de la forme des graines dans les genres Mucunae et Diocleae. Ed. Impr. de E. Martinet
- ----. 1877. Note sur un eClusiae mâle portant des fleurs femelles monstrueuses à ovaire stérile accrescent, observé à la Guyane. Ed. Impr. de E. Martinet. 4 pp.
- ----. 1879. Recherches des plantes très vénéneuses par l'essai sur les têtards des batraciens. Ed. Impr. de E. Martinet. 6 pp.
- ----. 1879. Notice sur la vie et les travaux de M. Pancher. Ed. Impr. de E. Donnaud. 20 pp.
- ----. 1879. Sur une vigne sauvage à fleurs polygames croissant en abondance dans les bois autour de Belley Ain. Ed. Impr. de E. Martinet. 9 pp.

### Libros
- Sagot, PA. 1860. Opinion générale sur l'origine et la nature des races humaines conciliation des diversités indélébiles des races avec l'unité historique du genre humain. Ed. A. Bertrand. 80 pp.
- ----. 1862. Principes généraux de géographie agricole. Ed. bureau de la Revue du monde coloniale. 47 pp.
- ----. 1865. De l'État sauvage et des résultats de la culture et de la domestication. Ed. Vve Mellinet. 79 pp.
- Pérez, V; PA Sagot. 1866. De la végétation aux Iles Canaries, des plantes des pays tempérés et des Plantes des régions intertropicales et physionomie générale de leur agriculture. Ed. J. de l´Agriculture des pays chauds. Reeditado en París 1867. 59 pp.
- ----. 1869. Exploitation des forêts de la Guyane française. Ed. Challamel aîné. 71 pp.
- ----. 1870. Élève du bétail à la Guyane. Ed. Vve C. Mellinet. 128 pp.
- ----. 1872. Culture des céréales à la Guyane française. Ed. Impr. de E. Donnaud. 23 pp.
- ----. 1873. Remarques générales sur les plantes alimentaires à la Guyane. Ed. Impr. de Donnaud. 22 pp.
- ----. 1873. Généralités sur la Guyane. Configuration et nature du sol, distribution des eaux, végétation sauvage. Ed. Impr. de J.-M. Demoule. 31 pp.
- Crevaux, J; PA Sagot, L Adam. 1882. Grammaires et vocabulaires roucouyenne, arrouage, piapoco et d'autres langues de la région des Guyanes. Ed. Maisonneuve. 288 pp.

- La abreviatura «Sagot» se emplea para indicar a Paul Antoine Sagot como autoridad en la descripción y clasificación científica de los vegetales.[1]